# 생토메르 (영화)
"생토메르"(프랑스어: Saint Omer)는 2022년 개봉한 프랑스의 드라마 영화이다. 알리스 디오프가 감독과 공동각본을 맡았으며, 본래 다큐멘터리 감독인 그의 픽션 영화 데뷔작이다. 제79회(2022년) 베네치아 영화제 심사위원대상, 미래사자상 수상작이자 황금사자상 경쟁후보작이다.